# Jacques Pépin
Pour les articles homonymes, voir Pépin.
Jacques Pépin, né le 18 décembre 1935 à Bourg-en-Bresse, est un cuisinier français, auteur d'ouvrages culinaires, animateur d'émissions télévisées, éducateur culinaire, et artiste établi aux États-Unis. 

## Carrière
Enfant, il aide sa mère Jeanne Pépin, qui tient des restaurants successivement à Neyron, L'Arbresle et Lyon.
À l'âge de 13 ans, il rentre comme apprenti au grand Hôtel de l'Europe de Bourg-en-Bresse sous les ordres du chef Jauget. Par la suite, il travaille dans plusieurs restaurants en région Rhône-Alpes, avant de rejoindre des brigades à Paris comme celle du Plaza Athénée ou du Fouquet's.
Il est le cuisinier de Charles de Gaulle de 1957 à 1959, avant son départ pour le Québec puis pour New York,.
Sur place, il a la chance d’être engagé dans les cuisines du Pavillon à Manhattan. Il quitte cependant ce poste seulement au bout de huit mois à l'instigation du maître des lieux, Henri Soulé. Vers 1959 il rencontre Julia Child, de laquelle il devient un ami fidèle et un futur collaborateur. 
En 1961, après avoir décliné un poste de chef à la Maison Blanche, il devient directeur de recherche et développement pour la chaîne de motels et de restaurants Howard Johnson's, qui est à cette époque la plus grande chaîne de restaurants des Etats-Unis, avec 605 restaurants et franchises. Il entame en parallèle des études de littérature française à l'université de Columbia et obtiendra un Bachelor of Arts, puis un Master of Arts. 
En 1970, il ouvre le restaurant La Potagerie à New York, mais l'aventure s'interrompt brusquement en 1974 à la suite d'un accident de voiture qui faillit lui coûter la vie. 

### Educateur, auteur et animateur de télévision
À partir des années 1970, il se réinvente en entamant une carrière d'auteur et d'éducateur culinaire. Il publie en 1976 La Technique et  en 1979 La Méthode, deux ouvrages de technique en cuisine largement illustrés de photographies. Il publiera par la suite de nombreux autres ouvrages culinaires destinés au grand public. 
À partir de 1982, il devient professeur doyen au nouvellement ouvert French Culinary Institute de New York et débute ses premières émissions télévisées sur la chaîne publique américaine PBS. 
Durant les années 1990, il anime sur la chaîne plusieurs émissions télévisées primées, soit seul, soit en compagnie de Julia Child, ou de sa fille Claudine: 
- Today’s Gourmet

- la série Cooking In Concert et More Cooking In Concert (1994 et 1996, avec Julia Child),
- la série Cooking with Claudine, Encore with Claudine et Jacques Pépin Celebrates, série où il enseigne la cuisine à sa fille dans un style familial,
- Julia and Jacques: Cooking at Home, diffusée sur à partir de 1999 et récompensée d'un Daytime Emmy Award en 2001,

Ces émissions s'accompagnent d'ouvrages qui reproduisent les recettes. En 2003, il publie le livre autobiographique The Apprentice: My Life in the Kitchen. 

### Carrière tardive
À partir de 2003, Jacques Pépin est Executive Culinary Director de la compagnie de croisières Oceania Cruises, qui mise sur la gastronomie haut de gamme.
En parallèle, il partage son temps entre des cours à l'International Culinary Center (ex French Culinary Institute), à la [Boston University], des séances de signatures, et les séries d'émissions Fast Food My Way, More Fast Food My Way , et enfin Essential Pépin pour la chaîne publique KQED. Il publie pour l'occasion un ouvrage de 700 recettes.
En 2016, à l'aide de sa fille Claudine et de son gendre Rollie Wesen, il fonde la fondation qui porte son nom, dont le but est de proposer un enseignement culinaire aux personnes défavorisées ou issues de prison.

## Titres et récompenses

### Décorations
Chevalier de la Légion d'honneur (2004)
 Chevalier de l'ordre du Mérite agricole (1992)
 Chevalier de l'ordre des Arts et des Lettres (1997)
En plus de ses nombreuses récompenses décernées pour ses émissions télévisées, Jacques Pépin est titulaire de plusieurs titres:
24 récompenses de la [James Beard Foundation]
Commandant honoraire des Oceania Cruises
Doctorat honoraire en Lettres et Humanités de la [Boston University] (2011)
Doctorat honoraire en Lettres et Humanités de la [Columbia University] School of General Studies (2017)